# Sphenoclea
Sphenoclea je rod rostlin a jediný rod čeledi Sphenocleaceae vyšších dvouděložných rostlin z řádu lilkotvaré, pocházející z tropů Starého světa. Zahrnuje 2 druhy tropických, vlhkomilných, dužnatých bylin se střídavými jednoduchými list a pětičetnými květy v hustých vrcholových hroznech. Sphenoclea zeylanica se druhotně rozšířila v tropech celého světa a roste zejména jako plevel v rýžových polích.

## Popis
Zástupci rodu Sphenoclea jsou jednoleté poněkud sukulentní byliny se střídavými jednoduchými celokrajnými listy bez palistů. Květy jsou v hustých vrcholových hroznech, přisedlé a podepřené drobnými listeny. Květy jsou oboupohlavné, pravidelné, pětičetné. Kalich i
koruna jsou srostlé, pěticípé. Koruna je světle zelená a opadavá. Tyčinky jsou přirostlé k bázi koruny, v počtu 5. Semeník je spodní nebo polospodní, srostlý ze 2 plodolistů a se 2 komůrkami s mnoha vajíčky. Plodem je tobolka.

## Rozšíření
Rod zahrnuje pouze 2 druhy. Sphenoclea zeylanica pochází ze subsaharské Afriky a tropické Asie, druhotně se však rozšířila v tropech celého světa zejména jako plevel rýžových polí. Druh Sphenoclea pongatium se vyskytuje v rovníkové Africe. Oba druhy rostou na vlhkých a zaplavovaných stanovištích.

## Taxonomie
Podle současných molekulárních studií tvoří čeleď Sphenocleaceae sesterskou větev s čeledí Hydroleaceae. Spolu s Montiniaceae pak tvoří monofyletickou skupinu, tvořící bazální větev řádu lilkotvaré (Solanales).
V dřívějších taxonomických systémech (Cronquist, Tachtadžjan) byla čeleď Sphenocleaceae řazena do řádu zvonkotvaré (Campanulales).

## Význam
Sphenoclea zeylanica často roste jako plevel v rýžových polích.

## Přehled druhů
Sphenoclea pongatium, Sphenoclea zeylanica